# Velika nagrada Bahreina 2018.
 Velika nagrada Bahreina (Formula 1 2018 Gulf Air Bahrain Grand Prix) je bila druga utrka prvenstva Formule 1 2018. Trkači vikend vožen je od 6. travnja do 8. travnja na stazi Sakhir u Bahreinu, a pobijedio je Sebastian Vettel u Ferrariju.

## Sudionici utrke
| #  | Vozač             | Momčad                           | Šasija            | Motor                             | Guma |
| -- | ----------------- | -------------------------------- | ----------------- | --------------------------------- | ---- |
| 2  | Stoffel Vandoorne | McLaren F1 Team                  | McLaren MCL33     | Renault R.E.18 V6 t h 1.6         | P    |
| 3  | Daniel Ricciardo  | Aston Martin Red Bull Racing     | Red Bull RB14     | TAG Heuer V6 t h 1.6              | P    |
| 5  | Sebastian Vettel  | Scuderia Ferrari                 | Ferrari SF71H     | Ferrari 062 EVO V6 t h 1.6        | P    |
| 7  | Kimi Räikkönen    | Scuderia Ferrari                 | Ferrari SF71H     | Ferrari 062 EVO V6 t h 1.6        | P    |
| 8  | Romain Grosjean   | Haas F1 Team                     | Haas VF-18        | Ferrari 062 EVO V6 t h 1.6        | P    |
| 9  | Marcus Ericsson   | Alfa Romeo Sauber F1 Team        | Sauber C37        | Ferrari 062 EVO V6 t h 1.6        | P    |
| 10 | Pierre Gasly      | Red Bull Toro Rosso Honda        | Toro Rosso STR13  | Honda RA618H V6 t h 1.6           | P    |
| 11 | Sergio Pérez      | Sahara Force India F1 Team       | Force India VJM11 | Mercedes M09 EQ Power+ V6 t h 1.6 | P    |
| 14 | Fernando Alonso   | McLaren F1 Team                  | McLaren MCL33     | Renault R.E.18 V6 t h 1.6         | P    |
| 16 | Charles Leclerc   | Alfa Romeo Sauber F1 Team        | Sauber C37        | Ferrari 062 EVO V6 t h 1.6        | P    |
| 18 | Lance Stroll      | Williams Martini Racing          | Williams FW41     | Mercedes M09 EQ Power+ V6 t h 1.6 | P    |
| 20 | Kevin Magnussen   | Haas F1 Team                     | Haas VF-18        | Ferrari 062 EVO V6 t h 1.6        | P    |
| 27 | Nico Hülkenberg   | Renault Sport Formula One Team   | Renault R.S.18    | Renault R.E.18 V6 t h 1.6         | P    |
| 28 | Brendon Hartley   | Red Bull Toro Rosso Honda        | Toro Rosso STR13  | Honda RA618H V6 t h 1.6           | P    |
| 31 | Esteban Ocon      | Sahara Force India F1 Team       | Force India VJM11 | Mercedes M09 EQ Power+ V6 t h 1.6 | P    |
| 33 | Max Verstappen    | Aston Martin Red Bull Racing     | Red Bull RB14     | TAG Heuer V6 t h 1.6              | P    |
| 35 | Sergej Sirotkin   | Williams Martini Racing          | Williams FW41     | Mercedes M09 EQ Power+ V6 t h 1.6 | P    |
| 44 | Lewis Hamilton    | Mercedes AMG Petronas Motorsport | Mercedes F1 W09   | Mercedes M09 EQ Power+ V6 t h 1.6 | P    |
| 55 | Carlos Sainz      | Renault Sport Formula One Team   | Renault R.S.18    | Renault R.E.18 V6 t h 1.6         | P    |
| 77 | Valtteri Bottas   | Mercedes AMG Petronas Motorsport | Mercedes F1 W09   | Mercedes M09 EQ Power+ V6 t h 1.6 | P    |

## Izvještaj
Pirelli je za ovu utrku odabrao medium, soft i supersoft gume. Sauber je doveo novo tehničko pojačanje u vidu bivšeg Audijevog stručnjaka Jana Moncahuxa koji je radio i za momčad Ferrarija. Oba vozača Toro Rossa koristila su novi turbopunjač i MGU-H nakon što je Pierre Gasly odustao zbog problema s motorom na prvoj utrci sezone. FIA je produljila glavnu DRS zonu na startno ciljnom pravcu za 100 metara. McLaren je dio aerodinamičkih poboljšanja za svoj MCL33, koja su bila planirana za Australiju, donio ovdje gdje su testirali nove usmjerivače zraka oko bočnih stranica i doradili aerodinamičke elemente na prednjem rubu podnice.

### Treninzi
Prvi slobodni trening
Prvi slobodni trening je krenuo prema zakazanom vremenu te su na stazu prvi izašli Max Verstappen, Sebastian Vettel i Charles Leclerc. Većina vozača je na početku izašla odraditi instalacijske krugove, a momčadi su na početku isprobavale nove dijelove na bolidima. Nakon samo šest minuta, Verstappen se našao u problemima te je morao parkirati bolid pored staze. Esteban Ocon je uspio postaviti prvi vrijeme u Force Indiji koje je iznosilo 1.35.687. Lance Stroll i Leclerc su se izvrtjeli u šestom zavoju, ali bez većih posljedica. Lewis Hamilton i Valtteri Bottas su nakon pola sata bili najbrži, obojica na soft gumama. Zbog odustajanja na prošloj utrci, Haasovi mehaničari su napravili trening zaustavljanja na oba bolida. Problem se opet javio kod promjene prednje lijeve gume kod Romaina Grosjeana. Na kraju je Daniel Ricciardo uspio postaviti najbrže vrijeme od 1.31.060 na soft komponenti guma.
Drugi slobodni trening
Točno u 17:00 istoga dana započeo je drugi slobodni trening u Bahreinu, a većina vozača odmah je izašla na stazu. Sergio Pérez je bio upozoren od boksa na ulje na stazi u zavojima 2 i 3, a nekoliko trenutaka kasnije Marcus Ericsson gubi kontrolu nad bolidom baš u tim zavojima, no uspijeva se vratiti na stazu. Kimi Räikkönen je prvi postavio vrijeme na supersoft gumama – 1:29.817, te preuzeo vodstvo ispred svog momčadskog kolege. Desetak minuta prije kraja treninga Räikkönen se zaustavio kraj staze jer jedan od mehaničara nije dobro pričvrstio kotač. Räikkönenu je zbog toga prijetila kazna na gridu, no na kraju je FIA kaznila samo Ferrari s pet tisuća eura kazne. Vozači su posljednjih 30 minuta odrađivali simulacije utrke.
Treći slobodni trening
Räikkönen je bio najbrži i na posljednjem treningu u subotu. Ispred drugoplasiranog Verstappena imao je čak pola sekunde prednosti. Daniel Ricciardo bio je treći, sa šest stotinki sekunde zaostatka za svojim timskim kolegom. Vettelu je na trećem treningu prvo olabavio dio krila s bočnog usisnika, a onda je u idućem izlasku na stazu Nijemac osjetio čudne karakteristike motora pa se vratio u boks da ekipa poradi na postavkama vozljivosti.

### Kvalifikacije
Prva kvalifikacijska runda - Q1
Uoči prve kvalifikacijske runde, u McLarenovoj garaži mehaničari su radili na bolidu Stoffela Vandoornea, ali je Belgijac nakon nekoliko minuta izašao na stazu. Brendonu Hartleyju je javljeno da ima oštećenje na prednjem krilu. Ferrarijev dvojac je na bio najbrži. Kimi Räikkönen i Sebastian Vettel koristili su soft gume, a Finac je bio desetinku brži. Nekoliko minuta prije kraja prve kvalifikacijske runde u zidu je završio Max Verstappen. Nizozemac je izgubio kontrolu nad bolidom pri izlasku iz drugog zavoja i poprilično oštetio svoj bolid. Kvalifikacije su bile zaustavljene, a crvena zastava zadržala se desetak minuta. U nastavku prve kvalifikacijske runde, Fernando Alonso i Romain Grosjean su postavili identično vrijeme. Međutim, Španjolac je svoje vrijeme postavio prije Grosjeana, što ga je spasilo od ispadanja, dok je Francuz svoje kvalifikacije završio.
Druga kvalifikacijska runda - Q2
U drugoj kvalifikacijskoj rundi, svi vozači osim Lewisa Hamiltona krenuli su na supersoft gumama. Britanac je odabrao drugačiju strategiju sa softom. Vettel je bio najbrži, a Hamilton je zaostajao samo desetinku na sporijim gumama. U završnim minutama Hartley je napravio malu grešku u posljednjem zavoju, što ga je u konačnici koštalo ulaska u posljednju kvalifikacijsku rundu. Zbog oštećenja na bolidu, Verstappen ovu kvalifikacijsku rundu nije vozio.
Treća kvalifikacijska runda - Q3
U trećoj kvalifikacijskoj rundi, svi osim Nice Hülkenberga, Kevina Magnussena i Esteban Ocona su odmah izašli na stazu. Navedeni trojac je odradio samo jedan kvalifikacijski krug u posljednjoj rundi. Vettel je u svom prvom krugu izašao preširoko u posljednjem zavoju. Räikkönen je to iskoristio i zauzeo prvu poziciju. Valtteri Bottas je bio sporiji za dvije desetinke, a Daniel Ricciardo za tri. Mercedesovi vozači su prvi krenuli u finalni krug. Bottas je imao najbrži prvi sektor, dok je Hamilton malo zaostajao. Bottas je došao vrlo blizu, ali mu je nedostajalo dvije stotinke do vodeće pozicije. Vettel je odradio odličan krug i s novim rekordom staze stigao do prve pozicije, dok Räikkönen nije uspio biti brži od momčadskog kolege te je na kraju završio drugi. Iznenađenje kvalifikacija je bio Pierre Gasly, koji se kvalificirao na šestom mjestu u Toro Rossu.

### Utrka
Start utrke prošao je relativno mirno. Valtteri Bottas je pretekao Kimija Räikkönena odmah na startu, dok je u trećem zavoju Brendon Hartley zakačio prednjim lijevim kotačem Sergija Péreza. Meksikanac se izvrtio na stazi, te pao na začelje. U sljedećem zavoju Max Verstappen je krenuo u napad s unutarnje strane na Lewisa Hamiltona. Nizozemac je prošao naprijed, ali je došlo do dodira između Hamiltonovog prednjeg krila i Verstappenovog stražnjeg lijevog kotača. Verstappen je u tom incidentu ostao s probušenom gumom, te je morao u boks. U istom krugu u kojem je Verstappen ostao bez kotača, stao je i bolid njegovog momčadskog kolege Daniela Ricciarda. Zbog parkiranog Ricciardovog bolida pokraj staze, na snagu je stupio virtualni sigurnosni automobil. Verstappen se uspio vratiti u boks po nove gume, ali u tom trenutku je primijećen i gusti dim iz njegovog ispuha. Nizozemac se vratio na stazu, ali dva kruga poslije morao je parkirati svoj bolid i završiti utrku. Hamilton je u petom krugu u jednom zavoju pretekao Fernanda Alonsa, Estebana Ocona i Nicu Hülkenberga, a u devetom krugu je sustigao Pierrea Gaslyja i preuzeo četvrto mjesto.
U 15. krugu krenuli su prvi ulasci u boks, a prvi je ušao Kevin Magnussen. U 18. krugu je u boks ušao i vodeći Sebastian Vettel koji je prešao na soft gume, a krug poslije u boks je ušao i Räikkönen. U 21. krugu u boks je ušao i Bottas. Finac je prešao na medium gume, te se na stazu vratio iza Vettela i ispred Räikkönena. Vodeći u tim trenucima je bio Hamilton koji se još nije bio zaustavljao u boksu. Na starijim gumama, Hamiltonova vremena su počela padati, a Vettel ga je počeo sustizati. U 25. krugu je Nijemac došao unutar sekunde zaostatka, a u sljedećem krugu ga je pretekao. Hamilton je odmah krug poslije otišao u boks, prešao na medium gume i vratio se na četvrto mjesto iza Bottasa i Räikkönena. Najveća borba nakon toga vodila se za osmo mjesto između Ocona i Romaina Grosjeana koji nije bio u boksu. Grosjean je probao napasti na kraju startno-ciljne ravnine, a Ocon je nekoliko puta mijenjao smjer kako bi sačuvao mjesto. Grosjean je zbog toga morao malo jače kočiti, te otvorio prostor za Magnussena koji je napao svoga momčadskog kolegu. No Grosjean je oštro zatvorio kut Dancu pa je umalo došlo do sudara između Haasovih vozača. Magnussen se nakon toga nekoliko puta žalio momčadi da mu maknu Grosjeana s puta jer je brži od njega. Grosjean mu se maknuo tako što je otišao u boks, a krug kasnije je Magnussen zauzeo osmo mjesto prošavši Ocona.
U 36. krugu Räikkönen je drugi put ušao u boks. Na njegov bolid stavljene su supersoft gume, ali onda su nastali problemi za Ferrari. Na stražnje lijevo mjesto nisu uspjeli staviti gumu s crvenom oznakom, a Finac je krenuo. U tom incidentu je jedan od mehaničara pao, a bolid mu je prešao preko noge. Mehaničar je ostao ležati, a nekoliko metara dalje Räikkönen je zaustavio svoj bolid jer je na njemu imao tri supersoft gume i jednu soft gumu. Pošto je to prema FIA-inom pravilu strogo zabranjeno, Finac je bio primoran odustati od utrke. Mehaničaru Francescu Cigoriniju su bile slomljene lisna i goljenična kost. Cigorini je odmah prebačen u bolnicu BDF u Bahreinu, gdje je bio uspješno operiran. Vettel je za to vrijeme morao ostati na stazi jer je Ferrarijev boks ostao blokiran. U Mercedesu nisu znali planirali li Vettel još jedan odlazak u boks. Osam krugova prije kraja Vettel je i dalje bio na soft gumama koje su u tom trenutku bile stare 30 krugova. Pet krugova prije kraja Nijemac je imao više od pet sekundi prednosti pred drugoplasiranim Bottasom, ali onda je Finac malo po malo počeo smanjivati taj zaostatak. Dva kruga prije kraja Bottas je ušao unutar sekunde zaostatka, ali nikako nije mogao prestići Vettela. Priliku je Finac imao na startno-ciljnom pravcu, ali Nijemac mu je uspio pobjeći izvan sekunde zaostatka i sačuvati prednost. U posljednjem krugu, Bottas je još jednom imao priliku za prestizanje uz pomoć DRS-a, ali nije mogao prestići Vettela u prvom zavoju, koji je sačuvao prednost i došao do druge pobjede u dvije utrke.

## Najbrža vremena treninga
| Trening    | Vozač            | Konstruktor        | Vrijeme  | Gume | Krugovi |
| ---------- | ---------------- | ------------------ | -------- | ---- | ------- |
| 1. trening | Daniel Ricciardo | Red Bull-TAG Heuer | 1:31.060 | S    | 14      |
| 2. trening | Kimi Räikkönen   | Ferrari            | 1:29.817 | SS   | 32      |
| 3. trening | Kimi Räikkönen   | Ferrari            | 1:29.868 | SS   | 15      |

## Rezultati kvalifikacija
| Poz. | Br. | Vozač             | Konstruktor          | Kvalifikacijska vremena | Kvalifikacijska vremena | Kvalifikacijska vremena | Grid |
| Poz. | Br. | Vozač             | Konstruktor          | Q1                      | Q2                      | Q3                      | Grid |
| ---- | --- | ----------------- | -------------------- | ----------------------- | ----------------------- | ----------------------- | ---- |
| 1.   | 5   | Sebastian Vettel  | Ferrari              | 1:29.060                | 1:28.341                | 1:27.958                | 1.   |
| 2.   | 7   | Kimi Räikkönen    | Ferrari              | 1:28.951                | 1:28.515                | 1:28.101                | 2.   |
| 3.   | 77  | Valtteri Bottas   | Mercedes             | 1:29.275                | 1:28.794                | 1:28.124                | 3.   |
| 4.   | 44  | Lewis Hamilton    | Mercedes             | 1:29.396                | 1:28.458                | 1:28.220                | 9.1  |
| 5.   | 3   | Daniel Ricciardo  | Red Bull-TAG Heuer   | 1:29.552                | 1:28.962                | 1:28.398                | 4.   |
| 6.   | 10  | Pierre Gasly      | Toro Rosso-Honda     | 1:30.121                | 1:29.836                | 1:29.329                | 5.   |
| 7.   | 20  | Kevin Magnussen   | Haas-Ferrari         | 1:29.594                | 1:29.623                | 1:29.358                | 6.   |
| 8.   | 27  | Nico Hülkenberg   | Renault              | 1:30.260                | 1:29.187                | 1:29.570                | 7.   |
| 9.   | 31  | Esteban Ocon      | Force India-Mercedes | 1:30.338                | 1:30.009                | 1:29.874                | 8.   |
| 10.  | 55  | Carlos Sainz      | Renault              | 1:29.893                | 1:29.802                | 1:29.986                | 10.  |
|      |     |                   |                      |                         |                         |                         |      |
| 11.  | 28  | Brendon Hartley   | Toro Rosso-Honda     | 1:30.412                | 1:30.105                |                         | 11.  |
| 12.  | 11  | Sergio Pérez      | Force India-Mercedes | 1:30.218                | 1:30.156                |                         | 12.  |
| 13.  | 14  | Fernando Alonso   | McLaren-Renault      | 1:30.530                | 1:30.212                |                         | 13.  |
| 14.  | 2   | Stoffel Vandoorne | McLaren-Renault      | 1:30.479                | 1:30.525                |                         | 14.  |
| 15.  | 33  | Max Verstappen    | Red Bull-TAG Heuer   | 1:29.374                | —                       |                         | 15.  |
|      |     |                   |                      |                         |                         |                         |      |
| 16.  | 8   | Romain Grosjean   | Haas-Ferrari         | 1:30.530                |                         |                         | 16.  |
| 17.  | 9   | Marcus Ericsson   | Sauber-Ferrari       | 1:31.063                |                         |                         | 17.  |
| 18.  | 35  | Sergej Sirotkin   | Williams-Mercedes    | 1:31.414                |                         |                         | 18.  |
| 19.  | 16  | Charles Leclerc   | Sauber-Ferrari       | 1:31.420                |                         |                         | 19.  |
| 20.  | 18  | Lance Stroll      | Williams-Mercedes    | 1:31.503                |                         |                         | 20.  |

- ^1  – Lewis Hamilton je dobio 5 mjesta kazne na gridu zbog promjene mjenjača.[16]

## Rezultati utrke
| Poz. | Br. | Vozač             | Konstruktor          | Krugovi | Vrijeme / Razlog odustajanja | Grid | Bodovi |
| ---- | --- | ----------------- | -------------------- | ------- | ---------------------------- | ---- | ------ |
| 1.   | 5   | Sebastian Vettel  | Ferrari              | 57      | 1:32:01.940                  | 1.   | 25     |
| 2.   | 77  | Valtteri Bottas   | Mercedes             | 57      | +0.699                       | 3.   | 18     |
| 3.   | 44  | Lewis Hamilton    | Mercedes             | 57      | +6.512                       | 9.   | 15     |
| 4.   | 10  | Pierre Gasly      | Toro Rosso-Honda     | 57      | +1:02.234                    | 5.   | 12     |
| 5.   | 20  | Kevin Magnussen   | Haas-Ferrari         | 57      | +1:15.046                    | 6.   | 10     |
| 6.   | 27  | Nico Hülkenberg   | Renault              | 57      | +1:39.024                    | 7.   | 8      |
| 7.   | 14  | Fernando Alonso   | McLaren-Renault      | 56      | +1 krug                      | 13.  | 6      |
| 8.   | 2   | Stoffel Vandoorne | McLaren-Renault      | 56      | +1 krug                      | 14.  | 4      |
| 9.   | 9   | Marcus Ericsson   | Sauber-Ferrari       | 56      | +1 krug                      | 17.  | 2      |
| 10.  | 31  | Esteban Ocon      | Force India-Mercedes | 56      | +1 krug                      | 8.   | 1      |
| 11.  | 55  | Carlos Sainz      | Renault              | 56      | +1 krug                      | 10.  |        |
| 12.  | 16  | Charles Leclerc   | Sauber-Ferrari       | 56      | +1 krug                      | 19.  |        |
| 13.  | 8   | Romain Grosjean   | Haas-Ferrari         | 56      | +1 krug                      | 16.  |        |
| 14.  | 18  | Lance Stroll      | Williams-Mercedes    | 56      | +1 krug                      | 20.  |        |
| 15.  | 35  | Sergej Sirotkin   | Williams-Mercedes    | 56      | +1 krug                      | 18.  |        |
| 16.  | 11  | Sergio Pérez      | Force India-Mercedes | 56      | +1 krug1                     | 12.  |        |
| 17.  | 28  | Brendon Hartley   | Toro Rosso-Honda     | 56      | +1 krug1                     | 11.  |        |
| Odu. | 7   | Kimi Räikkönen    | Ferrari              | 35      | Kotač                        | 2.   |        |
| Odu. | 33  | Max Verstappen    | Red Bull-TAG Heuer   | 3       | Mjenjač                      | 15.  |        |
| Odu. | 3   | Daniel Ricciardo  | Red Bull-TAG Heuer   | 1       | Elektronika                  | 4.   |        |

- ^1  – Sergio Pérez i Brendon Hartley su utrku završili na 12. i 13. mjestu, ali su nakon utrke dobili svaki po 30 sekundi kazne, šta ih je na kraju klasificiralo na 16. i 17 mjesto. Pérez je dobio kaznu jer je za vrijeme formacijskog kruga pretekao Hartleya, a Hartley je dobio kaznu jer tijekom tog formacijskog kruga nije vratio svoju poziciju od Péreza.[17]

| Najbrži krug utrke | Valtteri Bottas 1:33.740                                                                        |
| Vodstvo u utrci    | Sebastian Vettel (1-17) Valtteri Bottas (18-20) Lewis Hamilton (21-25) Sebastian Vettel (26-57) |

## Zanimljivosti

### Vozači
- 49. pobjeda i 51. najbolja startna pozicija za Sebastiana Vettela.
- 23. postolje za Valtterija Bottasa.
- 119. postolje za Lewisa Hamiltona.
- Prvi bodovi za Pierrea Gaslyja.

### Konstruktori
- 231. pobjeda i 214. najbolja startna pozicija za Ferrari.

## Poredak nakon 2 od 21 utrke
| Pozicija | Pozicija | Vozač             | Bodovi |
| -------- | -------- | ----------------- | ------ |
| 1.       | 1.       | Sebastian Vettel  | 50     |
| 2.       | 2.       | Lewis Hamilton    | 33     |
| 3.       | 5        | Valtteri Bottas   | 22     |
| 4.       | 1        | Fernando Alonso   | 16     |
| 5.       | 2        | Kimi Räikkönen    | 15     |
| 6.       | 1        | Nico Hülkenberg   | 14     |
| 7.       | 3        | Daniel Ricciardo  | 12     |
| 8.       | 10       | Pierre Gasly      | 12     |
| 9.       | 8        | Kevin Magnussen   | 10     |
| 10.      | 4        | Max Verstappen    | 8      |
| 11.      | 2        | Stoffel Vandoorne | 6      |
| 12.      | 7        | Marcus Ericsson   | 2      |
| 13.      | 3        | Carlos Sainz      | 1      |
| 14.      | 2        | Esteban Ocon      | 1      |

| Pozicija | Pozicija | Konstruktor          | Bodovi |
| -------- | -------- | -------------------- | ------ |
| 1.       | 1.       | Ferrari              | 65     |
| 2.       | 2.       | Mercedes             | 55     |
| 3.       | 1        | McLaren-Renault      | 22     |
| 4.       | 1        | Red Bull-TAG Heuer   | 20     |
| 5.       | 5.       | Renault              | 15     |
| 6.       | 3        | Toro Rosso-Honda     | 12     |
| 7.       | 3        | Haas-Ferrari         | 10     |
| 8.       | 1        | Sauber-Ferrari       | 2      |
| 9.       | 3        | Force India-Mercedes | 1      |

| Prethodna utrka                 | Formula 1 – sezona 2018. | Sljedeća utrka            |
| ------------------------------- | ------------------------ | ------------------------- |
| Velika nagrada Australije 2018. | Formula 1 – sezona 2018. | Velika nagrada Kine 2018. |

## Vanjske poveznice
- 2018 Bahrain Grand Prix StatsF1